# Rudolf Vogel (Politiker, 1906)

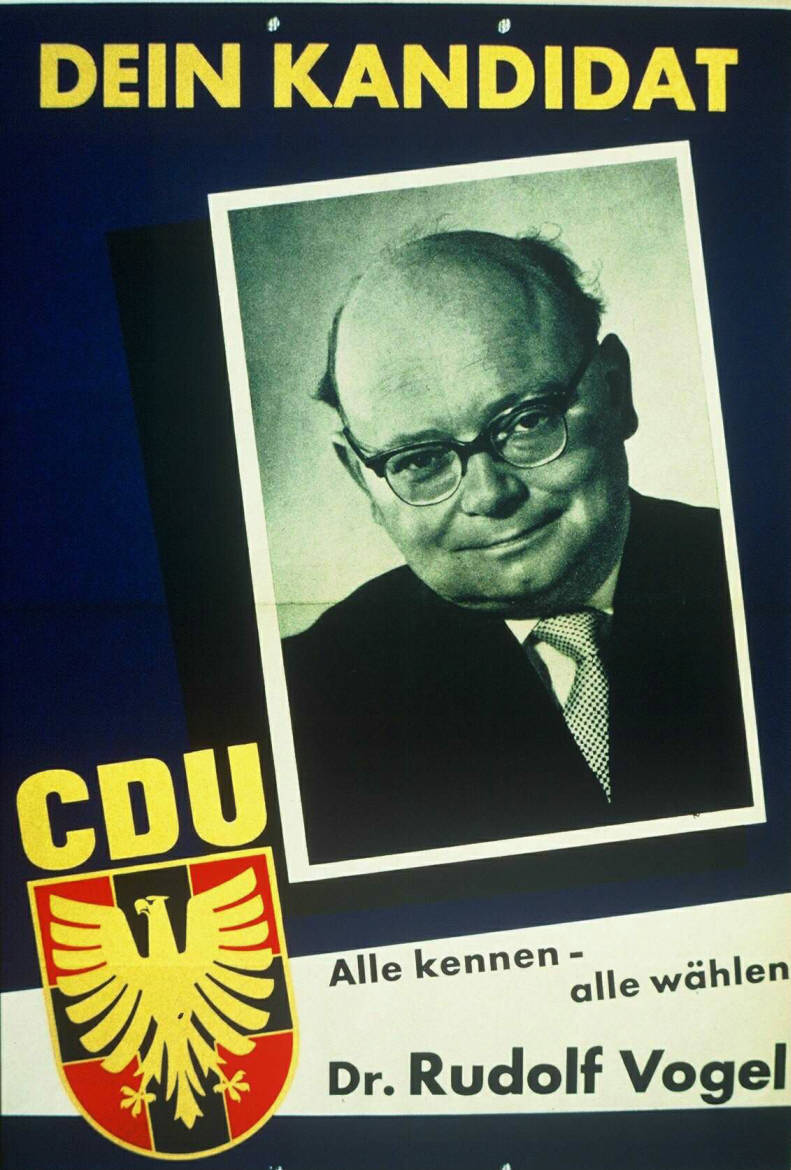
Wahlplakat (1953)

Rudolf Vogel (* 18. April 1906 in Beuthen; † 4. Juni 1991 in Starnberg) war ein deutscher Journalist und Politiker der CDU. In der Zeit des Nationalsozialismus verfasste er als Kriegsberichter des Oberkommandos der Wehrmacht antisemitische und kriegsverherrlichende Artikel. Nach Gründung der Bundesrepublik war er von 1949 bis 1964 Abgeordneter im Deutschen Bundestag und von 1964 bis 1968 Ständiger Vertreter Deutschlands bei der OECD.

## Leben und Beruf
Rudolf Vogel wurde als Sohn des katholischen Rektors Aloys Vogel geboren. Von 1916 bis 1925 besuchte er die Oberrealschule in Beuthen. Nach dem Abitur war er kaufmännischer Lehrling in der Verwaltung der Oberschlesischen Hüttenwerke, Werk Julienhütte, in Bobrek. Von 1926 bis 1931 studierte er Wirtschaftsgeographie, Soziologie und Zeitungswissenschaft in Berlin und Leipzig. Seit 1926 war er Mitglied der katholischen Studentenverbindung K.D.St.V. Bavaria Berlin. 1931 wurde er an der Universität Leipzig zum Dr. phil. promoviert. Anschließend war er politischer Redakteur der Oberschlesischen Volksstimme, zunächst am Herausgabeort Gleiwitz, ab 1932 in Berlin.
Nach der nationalsozialistischen Machtergreifung wurde Vogel, der Mitglied der Zentrumspartei war, Ende 1933 entlassen. Mehrere Jahre lang schlug er sich vor allem als Reisereporter durch und bereiste unter anderem die dalmatinische Küste und Nordafrika. 1937 avancierte Vogel zum einflussreichen Schriftleiter des „Verbandes Oberschwäbischer Zeitungsverleger nach System Walchner GmbH“ (Verbo) in Berlin, einem 1922 gegründeten Zusammenschluss, mit dem sich regionale Zeitungen gegen den wirtschaftlichen Druck, der sich aus der zunehmende Pressekonzentration ergab, zu wehren versuchten. Dabei hatte es eine gemeinsame Redaktion für die Mantelseiten, eine überörtliche Anzeigengemeinschaft und den gemeinsamen Druckort Friedrichshafen gegeben. Die Lokalverlage waren selbstständig geblieben. Damit schrieb Vogel für 22 kleine schwäbische Heimatblätter politische Artikel vor allem im Sinne des Nationalsozialismus. Im Rahmen der Gleichschaltung wurde zuerst die oberste Schriftleitung nach Berlin verlegt. Dann wurden am 1. September 1935 die Rechte der kleinen Lokalverlage an dem Gemeinschaftsunternehmen beseitigt. Vogel verfasste für den Verbo und vermutlich auch andere Presseorgane nach Recherchen der Frankfurter Allgemeinen Sonntagszeitung ungezählte nicht nur nationalsozialistische, sondern auch antisemitische Propagandaartikel, worauf die Zeitschrift Der Spiegel bereits 1953 in einem Artikel aufmerksam gemacht hatte. So schrieb er am 25. Februar 1939 für den Verbo unter dem Titel Die Entlarvung des Goldes u. a. folgende Zeilen:

„Jüdischer Einfluß in der Welt war immer gleichbedeutend mit der Handelsfreiheit jüdischer Bankiers und Großhändler. In dem Maße also, in dem sich der Spielraum für die jüdischen Händler und Bankiers in der Welt verengt, muß auch der jüdische Einfluß schwinden. Wir erleben nun seit dem zielbewußten Kampfe des Nationalsozialismus gegen den jüdischen Weltherrschaftsanspruch eine handelspolitische Entwicklung, die gleichbedeutend mit der Ausschaltung des jüdischen Einflusses aus vielen Ländern ist.“

Im Zweiten Weltkrieg fungierte Vogel nach Einsätzen in Polen und Frankreich als stellvertretender Chef einer Propagandakompanie in der von der Wehrmacht besetzten griechischen Hafenstadt Saloniki.
Vogel kam 1945 als Heimatvertriebener nach Württemberg, wurde Arbeitseinsatzleiter beim Landesarbeitsamt Stuttgart und anschließend nacheinander Chef der Arbeitsämter in Aalen, Ulm und Ludwigsburg. 1948 und 1949 war er Mitglied des Wirtschaftsrates der Bizone. Er wurde zweiter Vorsitzender der CDU Nordwürttembergs und gehörte dem Deutschen Bundestag seit dessen erster Wahl 1949 bis zum 15. April 1964 an. Er vertrat den Wahlkreis Aalen im Parlament. Vogel war 1949 bis 1953 Vorsitzender des Bundestagsausschusses für Fragen der Presse, des Rundfunks und des Films.
Schon in den 1960er-Jahren gab es Hinweise darauf, dass der damalige CDU-Bundestagsabgeordnete Rudolf Vogel finanzielle Fluchthilfe für NS-Verbrecher Alois Brunner geleistet hat. In einer Befragung durch den Verfassungsschutz räumte der Politiker laut Protokoll in den Akten zumindest ein, Geld für die Unterstützung von Brunners Ehefrau beigesteuert zu haben. Aktive Fluchthilfe für Alois Brunner selbst bestritt er jedoch. Erst 2017 berichtete der Spiegel schließlich auf der Grundlage weiterer Archivdokumente über die Fluchthilfe des Politikers. Da waren sowohl Vogel als auch Brunner seit Jahren tot. Beide blieben bis zum Schluss unbehelligt.
Vogel gehörte neben Erwin Schoettle (SPD), Martin Blank (FDP), Wilfried Keller (GB/BHE) und Heinrich Schild (DP) zur ersten Besetzung des Vertrauensgremiums für die geheimen Haushaltspläne der Nachrichtendienste des Bundes, das am 22. Februar 1956 erstmals zusammenkam.
Von 1957 bis zu seiner Mandatsniederlegung 1964 war er stellvertretender Vorsitzender des Haushaltsausschusses. Vom 15. April 1964 bis zum 30. Juni 1968 war Rudolf Vogel Ständiger Vertreter Deutschlands bei der OECD in Paris. Vom 1. Juli 1968 bis zur Bildung der sozialliberalen Koalition nach der Bundestagswahl 1969 war er Staatssekretär im Bundesschatzministerium.

## Koordinierungsausschuß für Volksaufklärung und Propaganda
Otto Lenz versuchte 1953 einen Koordinierungsausschuß für Volksaufklärung und Propaganda mit Zuständigkeit für die Organisation Gehlen zu schaffen. Dieses Vorhaben scheiterte am Einspruch der alliierten Hohen Kommissare. Rudolf Vogel war Wortführer von CDU/CSU-Abgeordneten, welche sich in einem Brief an Konrad Adenauer für die Installation des Koordinierungsausschusses einsetzten. Reinhard Gehlens Interesse daran, nicht mehr direkt Konrad Adenauer unterstellt zu sein, war verhalten.
Vogel war langjährig Vorsitzender der Südosteuropa-Gesellschaft (SOG). Er war seit 1948 verheiratet mit Elisabeth Vogel (geb. Klaus), das Paar hatte zwei Kinder.

## Ehrungen
- 1966: Großes Verdienstkreuz mit Stern der Bundesrepublik Deutschland

Die Rudolf-Vogel-Medaille ging aus der „Rudolf-Vogel-Plakette“ hervor, die von der Südosteuropa-Gesellschaft seit 1966 in unregelmäßigen Abständen an Personen vergeben wurde, die sich um die Gesellschaft besonders verdient gemacht hatten. Nach dem Tod Rudolf Vogels wurde daraus der zwischen 1992 und 2012 jährlich verliehene Journalistenpreis. Dieser wurde im Februar 2013 in Journalistenpreis der Südosteuropa-Gesellschaft umbenannt, nachdem der schweizerische Journalist und Historiker Andreas Ernst sich dagegen gewandt hatte, mit einem Preis ausgezeichnet zu werden, der nach einem „NS-Propagandajournalisten“ benannt sei. Zudem ist bekannt geworden, dass Vogel dem NS-Verbrecher Alois Brunner dessen Flucht mitfinanziert habe.

## Veröffentlichungen
- Deutsche Presse und Propaganda des Abstimmungskampfes in Oberschlesien. Oberschlesische Zeitung, Beuthen 1931 (Dissertation, Universität Leipzig, 1931).
- Grenzerjunge im Blitzkrieg: Eine Erzählung aus dem Polenfeldzug. Mit 15 Textzeichnungen von Hans Malchert. Union, Stuttgart 1940.
- Beiträge in: Transportproblem Nahost – Güterströme suchen ihren Weg: Die Verkehrsschwierigkeiten des Handels mit Südosteuropa und dem Vorderen Orient. Schiff, Strasse, Schiene. Ergebnisse eines internationalen Expertenseminars. Referate und Diskussionsbeiträge der am 24. bis 26. Mai 1976 in München durchgeführten Internationalen Seminars „Neue Verkehrsströme nach Südosteuropa und dem Nahen und Mittleren Osten“. Rudolf Vogel zum 70. Geburtstag (= Südosteuropa-Studien. Bd. 25). Redaktion Hans Hartl. Südosteuropa-Gesellschaft, München 1976.
- Beiträge in: Werner Gumpel, Roland Schönfeld (Hrsg.): Südosteuropa – Politik und Wirtschaft. Festschrift für Rudolf Vogel. Südosteuropa-Gesellschaft, München 1986.
- Aufzeichnungen und Erinnerungen. In: Deutscher Bundestag (Hrsg.): Abgeordnete des Deutschen Bundestages. Aufzeichnungen und Erinnerungen. Band 4, Boldt, Boppard am Rhein 1988, ISBN 3-7646-1877-9, S. 231–304.